# Gospodarka światowa
Gospodarka światowa – system powiązań produkcyjnych, technologicznych, handlowych, finansowych i instytucjonalnych między gospodarkami narodowymi różnych państw, na różnym poziomie rozwoju społeczno-gospodarczego, włączający je w ogólnoświatowy proces produkcji i wymiany.
Rozwój międzynarodowego podziału pracy, specjalizacji i wymiany międzynarodowej wykształca system trwałych związków, obejmujących coraz większą liczbę państw, tworząc międzynarodowe rynki, regionalne i światowe.
Innymi słowy gospodarka światowa to zbiorowość różnorodnych organizmów i instytucji, które funkcjonują na poziomach krajowych oraz na szczeblu międzynarodowym, prowadzących działalność gospodarczą (pośrednią lub bezpośrednią) oraz które są ze sobą powiązane w pewien całościowy system za pomocą sieci międzynarodowych stosunków gospodarczych.
Elementami gospodarki światowej są:
- podmioty (np. przedsiębiorstwa krajowe, przedsiębiorstwa międzynarodowe, gospodarki narodowe wraz z instytucją państwa, ugrupowania integracyjne, organizacje międzynarodowe),
- stosunki, czyli powiązania ekonomiczne (przepływy towarowe, usługowe, kapitałowe, siły roboczej, myśli naukowo-technicznej).

Gospodarka światowa jest kategorią dynamiczną (gdyż podlega zmianom w czasie) i historyczną (gdyż pojawiła się na pewnym etapie rozwoju historycznego).
W 2019 r. światowe PKB wynosiło ok. 87,8 biliona dolarów.